# 腊田埔村熊氏宗祠
熊氏祠堂，位于中国广东省广州市增城区派潭镇腊田布村，现为广州市文物保护单位，类型为古建筑，公布时间为2002年7月。
熊氏祠堂的历史年代为清代。